# Cyclodictyon pergracile
Cyclodictyon pergracile är en bladmossart som beskrevs av Brotherus 1924. Cyclodictyon pergracile ingår i släktet Cyclodictyon och familjen Hookeriaceae. Inga underarter finns listade i Catalogue of Life.